# Джалаїрський султанат
Джалаїрський султанат — держава на території сучасних Іраку та західного Ірану, що утворилася в середині XIV ст. Тривалий час боролася з сусідами за пануванням над Персією та Кавказом. Згодом намагалася протистояти державі Тимура. Зрештою зазнала нищівної поразки та зникла в ході війни з державою Кара-Коюнлу.

## Історія

### Передумови
Назва роду походить від монгольського племені джалаїр, а саме з численної і сильної родоплемінної групи, відомих під ім'ям еке-монгол (великі монголи). З самого початку діяльності Чингізхана джалаїри стали на його бік і брали участь в походах його проти династії Цзінь в північному Китаї, до Тибету, проти держави Хорезмшахів в Середній Азії та Персії. Відомий полководець Чингізхана Мукул-Гован, підкорювач Китаю, походив з роду джалаїрів.
За часів Чингісхана джалаїри поділилися на чотири групи: перша залишалася в Монголії та Китаї, друга — оселилася на схід від середньої течії річку Чу і стала називатися Чу-манак; третя — утвердилася в долинах Чирчика і Ангрена і відома під ім'ям Джалаїрської орди (інша назва Сир-манак); четверта на чолі Ілгой-нойоном з Хулагу-ханом пішла в Персію та Близький Схід. Згодом третя та четверта гілки сильно тюркизувалися. Втім саме очільники останньої в подальшому стали засновниками власної держави.
Син Ілги — Акбуга, а потім син останнього — Хусейн — відігравали одну з провідних ролей в часи держави Хулагуїдів, відомих як Ільхани. З часом Джалаїріди породичалися з Ільханами, зокрема Газан-ханом і Гайхату. Наприкінці існування держави Ільханів Джалаїріди поділяли фактичну владу з іншим впливовим родом — Чобанідами.

### Заснування
Засновником держави у 1335 році став Хасан, син Хусейна. Він скористався остаточним занепадом держави Ільханів, а потім припинення прямої лінії роду Хулагуїдів — смертю Абу-Саїда. З огляду на родинні зв'язки з останніми та належність до знатного і відомого монгольського племені, дозволило Хасану претендувати на владу на всій території колишньої держави Ільханів.
Хасан зумів захопити значну частину Іраку, завдав поразки Чобанідам й зробив Багдад своєю столицею. На ознаку своєї могутності взяв прізвисько «Бузург», тобто «Великий». Згодом тривала запекла боротьба з Чобанідами, які отаборилися на півночі сучасного Ірану.

### Піднесення
Лише у 1357 році після перемоги над Чобанідами Увейса I, сина Хасана, вдалося відвести загрозу з півночі, а незабаром повністю знищити Чобанідів. Протягом 1364—1368 років було підкорено північний Ірак, Іранський Азербайджан та Ширван. Правитель останнього — Кабус — визнав зверхність Джалаїрідів.
Слідом за цим султанат втягнувся в тривале протистояння з Кара-Коюнлу на території Східної Анатолії. Це було викликано прагнення Джалаїридів об'єднати під своєї владою усі колишні землі Хулагуїдів. Водночас вони вимушені були протистояти прагнення Золотої Орди встановити свою владу в Ширвані. З середини 1370-х років вступили у протистояння з династією Музаффаридів, що правили у власно Персії. 1382 році прийняли титул султана.

### Війни з Тимуром
У 1386 році султан Ахмед розпочав тривалу боротьбу з еміром Тимуром, що створив у Середній Азії власну державу. Війна 1386—1387 років завершилося поразкою Джалаїрідів. Проте після відходу військ Тимура Ахмед зумів відновити владу в Іраку. У 1393—1394 роках війська султанату зазнали нової поразки, після чого Ахмед втік до Єгипту. На деякий час Джалаїрський султанат припинив своє існування. Втім вже у 1398 році влада Джалаїрідів була знову відновлена в Багдаді та Басрі.
Нова війна з Тимуром 1400—1401 років завершилася нищівною поразкою та знищенням Багдада в 1401 році. З цього моменту до смерті Тимура у 1405 році султанат знову припинив існувати.

### Відновлення та загибель
У 1405 Джалаїіріди відвоювали увесь Ірак. після цього мали намір відновити контроль над північним Іраном та вдертися до власне Персії. Проте вимушені були вести війну з Кара-Коюнлу. У 1411 році зазнали від останніх поразки, втративши Багдад. З цього моменту новою столицею стає Басра.
Поразка відбилася на загальному послаблені держави. Джалаїріди вимушені були визнати зверхність Шахруха з династії Тимурідів. Втім у 1432 році Джалаїрський султанат було ліквідовано Кара-Коюнлу, а останній правитель Хусейн II загинув.

## Державний устрій
На чолі стояв правитель, який спочатку мав титул шейха. Ймовірно це була даниною кочового способу життя предків Джалаїрідів. Водночас, напевне, на початку існування, держави не почувалися досить могутніми. Лише з 1382 року йменуються султанами. Власне, відтоді держава Джалаїрідів формально постає як султанат.
В управління зберігалися традиції хулагуїдів: в областях існували намісники. які підкорялися правителю. Також діяли відповідні відомства в столиці, що відповідали з фінанси, військову справу, двір султана, зведення фортець, міст та будівель та ін.

## Соціальний устрій
На чолі стояв правитель (шейх, султан). Найближчим оточенням були родичі та велика аристократія з числа монголів, що складала почт володаря. Основні зиски отримували саме вони. Також привілейованим класом були мулли та імами (мусульманське духівництво). Середню ланки складали дрібна місцева знать, хани або вожді племен тюрків, заможні містяни (ремісники та торговці) і дехкані (заможні селяни).

## Релігія
Провідною релігією був іслам. Продовжили політику останніх Хулагуїдів щодо ісламізації монгольських осередків на території Месопотамії та Ірану. Разом з тим Джалаїріди підтримували більше шиїтів, ніж сунітів. Водночас придушували через податки та різні заборони рештки зороастрійців та християн. Меншою мірою від політики держави страждали юдеї.

## Культура
Правителі держави підтримували письменників і поетів, намагаючись наслідувати часам розквіту держави Ільханів. В цей час мовою офіційних паперів залишалася монгольська. Для дипломатичного листування застосовувалася арабська та перська мови. Втім для літературних творів — зазвичай перська.
В їх період працював Мухаммад Хіндушах Нахчивані, що є автором праці перською мовою «Дастур ал-Катіб фі та'їн ал-маратіб» («Керівництво для переписувача при визначенні ступенів», 1366 рік).

## Султани
| Ім'я                   | Роки правління              |
| ---------------------- | --------------------------- |
| Хасан Бузург           | 1336–1356                   |
| Увайс I                | 1356–1374                   |
| Хасан I                | 1374                        |
| Джалал ад-дін Хусейн I | 1374–1382                   |
| Гійас ад-дін Ахмад     | 1382-1410                   |
| Шах Валад              | 1410–1411                   |
| Махмуд                 | 1411 (перше правління)      |
| Увайс II               | 1411-1421                   |
| Мухаммад               | 1421                        |
| Махмуд                 | 1421-1425 (друге правління) |
| Хусейн II              | 1425-1432                   |